# 양원역 (봉화)
양원역(Yangwon station, 兩元驛)은 경상북도 봉화군 소천면 분천리에 위치한 영동선의 철도역이다.
2022년 현재 무궁화호가 하루 왕복 4회, 백두대간협곡열차가 하루 왕복 2회, 동해산타열차가 하루 왕복 1회 정차하고 있다.
2011년 10월 5일 전라선 KTX 개통과 동시에 이루어진 열차 시간표 개정에 의해 정차역에서 제외될 예정이었으나, 해당 지역이 열차가 아니면 접근이 거의 불가능한 지역이었기 때문에 무궁화호 취급역으로 계속 남게 되었으며, 중부내륙순환열차 역시 2015년 6월 2일 경로 변경 및 시각표 개정에 맞춰 무정차 통과로 전환될 예정이였으나 이 마저도 무산되었다.
역 구내의 바로 옆에 낙동강 상류가 위치해 있으며, 낙동강을 기준으로 서측은 봉화군 소천면 분천리, 동측은 울진군 금강송면 전곡리 원곡마을이다. 이 곳은 철도 이외에는 다른 대중교통 수단이 없고 도로 교통이 열악하여, 두 마을 주민들의 요구로 영주역 기점 65.5km 지점에 임시승강장이 개설되었다. 역 시설을 마을 주민들이 직접 만든 특이한 이력을 가지고 있는 역이며, 임시승강장 중 시설을 갖춘 얼마 안되는 역에 속한다. 이러한 이유로 앞서 언급했던 정차역 제외 계획이 무산되었다.
양원역은 KBS의 다큐멘터리 3일 프로그램에 두 번이나 등장했는데. 2014년 5월 25일 "바람이 쉬어가는 간이역 - 원곡마을 양원역" 편과 2017년 1월 8일 "176.5km 시간을 달리는 기차 - 영동선 겨울여행"에서 소개되었다.
특징은 양원역이 가장 작은 역이라는 뜻이다.

## 역명 유래
본래는 원곡이라 하였는데 일제시대 때 강을 경계로 원곡마을을 봉화와 울진으로 나누어서 양쪽의 원곡이라 하여 양원이라 한 것이다. 역명은 수인선 원곡역(현재의 안산역)과 중복되어 양원이라 했다.

## 역사
- 1988년 4월 1일 : 임시승강장으로 개업[2]
- 2013년 4월 12일 : 백두대간협곡열차 운행 개시
- 2014년 4월 15일 : 철도거리표에 영주 기점 65.5km 로 고시[3]
- 2014년 10월 1일 : 중부내륙순환열차 운행 개시
- 2020년 2월 3일 : 중부내륙순환열차 운행 중지
- 2020년 8월 19일 : 동해산타열차 운행 개시

### 승강장
| ↑승부  |
| 승강장 |
| 분천↓  |

| 승강장 | 영동선 | 무궁화호 누리로 V-Train 동해산타열차 | 부전▪영주▪동해▪강릉 방면 |

## 인접한 역
| 영동선                | 영동선           | 영동선         |
| --------------------- | ---------------- | -------------- |
| 분천 영주 방면        | 무궁화호 영동선  | 승부 동해 방면 |
| 분천 동대구·부전 방면 | 무궁화호 영동선  | 승부 동해 방면 |
| 분천 영주 방면        | 백두대간협곡열차 | 승부 철암 방면 |
| 분천 방면             | 동해산타열차     | 승부 강릉 방면 |